# Ruído branco

Gráfico de um sinal de ruído branco gaussiano

Em processamento de sinal, o ruído branco é um sinal aleatório com igual intensidade em diferentes frequências, o que lhe dá uma densidade espectral de potência constante. Com este significado e outros semelhantes, o termo é usado em muitas disciplinas científicas e técnicas, incluindo física, engenharia acústica, telecomunicações, previsão estatística e muitas outras. O ruído branco se refere a um modelo estatístico para sinais e fontes de sinal, em vez de qualquer sinal específico.

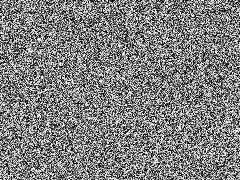
Uma imagem de "ruído branco"

Em tempo discreto, o ruído branco é um sinal discreto cujas amostras são vistas como uma seqüência de variáveis aleatórias não autocorrelacionadas com média zero e variância finita. Uma única ocorrência de ruído branco é um choque aleatório. Dependendo do contexto, pode-se também exigir que as amostras sejam independentes e tenham distribuição de probabilidade idêntica (em outras palavras, variáveis aleatórias independentes e identicamente distribuídas são a representação mais simples de ruído branco). Em particular, se cada amostra tem uma distribuição normal com média zero, o sinal é chamado de ruído branco gaussiano.
As amostras de um sinal de ruído branco podem ser sequenciais no tempo ou dispostas ao longo de uma ou mais dimensões espaciais. No processamento digital de imagem, os pixels de uma imagem de ruído branco são dispostos tipicamente em uma grade retangular e assumidos como variáveis aleatórias independentes com distribuição de probabilidade uniforme ao longo de algum intervalo. O conceito pode ser definido também para sinais espalhados por domínios mais complexos, como uma esfera ou um toro.
Um sinal de ruído branco de largura de banda infinita é uma construção puramente teórica. A largura de banda do ruído branco é limitada na prática pelo mecanismo de geração de ruído, pelo meio de transmissão e pelas capacidades finitas de observação. Assim, um sinal aleatório é considerado "ruído branco" se for observado que tem um espectro plano ao longo da gama de frequências relevante ao contexto. Para um sinal de áudio, por exemplo, a faixa relevante é a faixa de frequências de som audíveis, entre 20 e 20.000 Hz. Esse sinal é ouvido como um som sibilante, semelhante ao som /ch/ em "chave". Em música e acústica, o termo "ruído branco" pode ser usado para qualquer sinal que tenha um som semelhantemente sibilante.
O termo "ruído branco" deriva da luz branca, ainda que a luz que aparece branca não tenha geralmente uma densidade espectral de potência plana ao longo da faixa visível.
O termo ruído branco é às vezes usado no contexto dos métodos filogenéticos comparativos em estatística para se referir à falta de padrão filogenético em dados comparativos. Por vezes, é usado em contextos não técnicos, no sentido metafórico de "conversa aleatória sem conteúdos significativos".

## Propriedades estatísticas

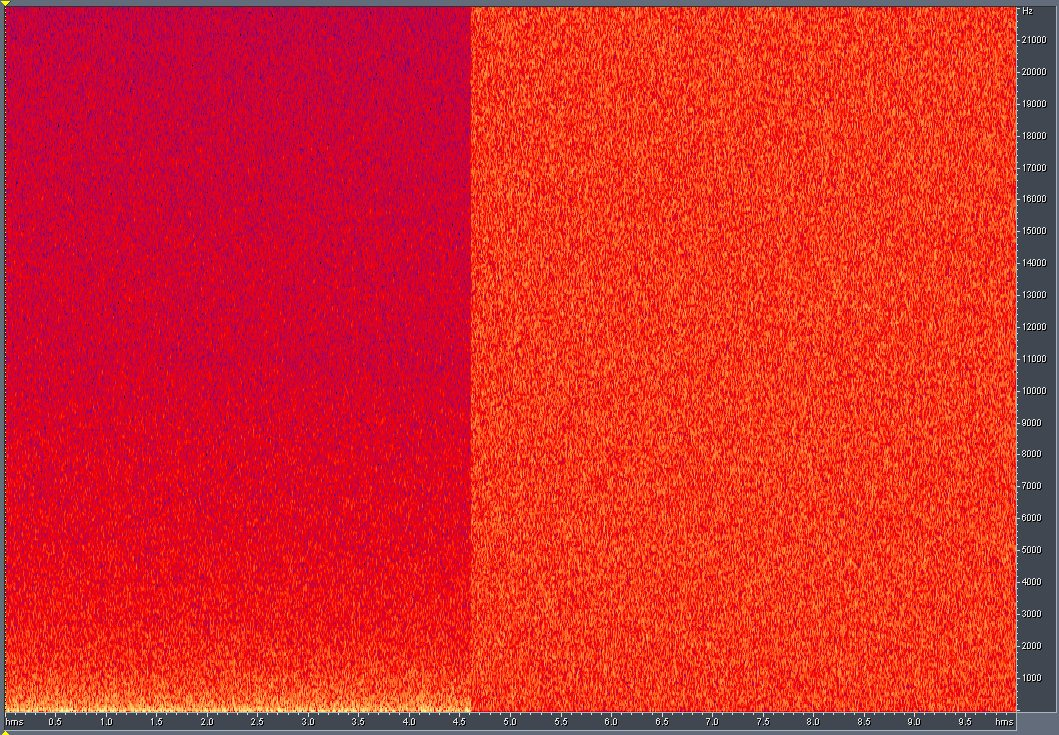
Espectrograma de ruído rosa (à esquerda) e ruído branco (à direita) mostrado com eixo de frequência linear (vertical) versus eixo de tempo (horizontal)

Estar não correlacionado no tempo não restringe os valores que um sinal pode ter. Qualquer distribuição de valores é possível (no entanto, deve haver polarização de corrente contínua zero). Mesmo um sinal binário que só pode assumir os valores 1 ou -1 será branco se a seqüência for estatisticamente não correlacionada. O ruído que tem uma distribuição contínua, tal como uma distribuição normal, pode naturalmente ser branco.
É freqüentemente assumido de forma incorreta que o ruído gaussiano (isto é, o ruído com distribuição de amplitude gaussiana, ou seja, distribuição normal) se refere necessariamente ao ruído branco, ainda que nenhuma das duas propriedades implique a outra. O caráter gaussiano diz respeito à distribuição de probabilidade no que tange ao valor, neste contexto, a probabilidade de que o sinal caia em qualquer faixa particular de amplitudes, enquanto o termo "branco" refere-se à forma como a potência do sinal é distribuído (ou seja, independentemente) ao longo do tempo ou entre freqüências.
Podemos, portanto, encontrar ruídos brancos de Gauss, mas também ruídos brancos de Poisson e de Cauchy, por exemplo. Assim, as duas palavras ("gaussiano" e "branco") são ambas muitas vezes especificadas em modelos matemáticos de sistemas. O ruído branco gaussiano é uma boa aproximação de muitas situações do mundo real e gera modelos matematicamente tratáveis. Estes modelos são usados com tanta frequência que o termo ruído gaussiano branco aditivo tem uma abreviação padrão: AWGN (Additive White Gaussian Noise, em inglês).
O ruído branco é a derivada quadrática média generalizada do processo de Wiener ou movimento browniano.
Uma generalização para elementos aleatórios em espaços dimensionais infinitos, como campos aleatórios, é a medida de ruído branco ou espaço nuclear.

## Aplicações práticas

### Música
O ruído branco é comumente usado na produção de música eletrônica, geralmente de forma direta ou como entrada para um filtro a fim de criar outros tipos de sinal de ruído. É usado extensivamente na síntese de áudio, normalmente para recriar instrumentos de percussão, tais como pratos ou caixas, que têm alto conteúdo de ruído em seu domínio de freqüência.

### Engenharia eletrônica
O ruído branco é também usado para obter a resposta ao impulso de um circuito elétrico, em particular de amplificadores e outros equipamentos de áudio. Ele não é usado para testar alto-falantes já que seu espectro contém uma quantidade muito grande de conteúdo de alta freqüência. O ruído rosa, que difere do ruído branco por ter energia igual em cada oitava, é usado para testar transdutores como alto-falantes e microfones.

### Acústica
Para configurar a equalização para um concerto ou outra performance em um local, uma pequena explosão de ruído branco ou rosa é enviada pelo sistema de PA (Public Address, em inglês) e monitorada a partir de vários pontos no local para que o engenheiro possa dizer se a acústica do local naturalmente aumenta ou corta qualquer freqüência. O engenheiro pode então ajustar a equalização geral para assegurar uma mistura equilibrada.

### Computação
O ruído branco é usado como base de alguns geradores de números aleatórios. Por exemplo, o Random.org usa um sistema de antenas atmosféricas para gerar padrões de dígitos aleatórios a partir de ruído branco.

### Tratamento de zumbido
O ruído branco é uma fonte comum de ruído sintético usada para mascaramento sonoro por um mascarador de zumbido. As máquinas de ruído branco e outras fontes de ruído branco são vendidas como intensificadores de privacidade, auxiliares de sono e mascaradores de zumbido. Uma alternativa é o uso de um rádio FM sintonizado em frequências não usadas ("estáticas"), fonte mais simples e acessível de ruído branco. No entanto, o ruído branco gerado por um receptor comum de rádio comercial sintonizado em uma frequência não usada é extremamente vulnerável à contaminação por sinais espúrios, tais como estações de rádio adjacentes, harmônicas de estações de rádio não adjacentes, equipamento elétrico nas proximidades da antena de recepção causando Interferências ou mesmo eventos atmosféricos, tais como luz solar e especialmente raios.

### Ambiente de trabalho
Os efeitos do ruído branco sobre a função cognitiva são ambíguos. Recentemente, um pequeno estudo descobriu que a estimulação de fundo por ruído branco melhora o funcionamento cognitivo em estudantes de segundo grau com transtorno de déficit de atenção com hiperatividade (TDAH), ao mesmo tempo que diminui o desempenho de estudantes que não têm TDAH. Outro trabalho indica que é eficaz na melhoria do humor e desempenho dos trabalhadores por mascarar o ruído do escritório em segundo plano, mas diminui o desempenho cognitivo em tarefas complexas de classificação de cartões.

## Definições matemáticas

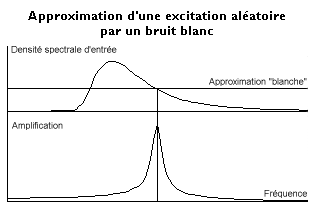
Aproximação de excitação aleatória por ruído branco e gráfico pessoal.

### Vetor de ruído branco
Um vetor aleatório (isto é, um processo parcialmente indeterminado que produz vetores de números reais) é um vetor de ruído branco ou um vetor aleatório branco se seus componentes tiverem cada um uma distribuição de probabilidade com média zero e variância finita e forem estatisticamente não correlacionados, ou seja, sua distribuição de probabilidade conjunta deve ser o produto das distribuições dos componentes individuais.
Uma condição necessária (mas, em geral, insuficiente) para a independência estatística de duas variáveis é que elas sejam estatisticamente não correlacionadas, isto é, sua covariância seja zero. Portanto, a matriz de covariância {\displaystyle R} dos componentes de um vetor de ruído branco {\displaystyle w} com {\displaystyle n} elementos deve ser uma matriz diagonal {\displaystyle n} por {\displaystyle n}, em que cada elemento diagonal {\displaystyle R}ii é a variância do componente {\displaystyle w_{i}}; e a matriz de correlação deve ser a matriz identidade {\displaystyle n} por {\displaystyle n}.
Em particular, se, além de independentes, toda variável em {\displaystyle w} também tiver uma distribuição normal com média zero e mesma variância {\displaystyle \sigma ^{2}}, {\displaystyle w} é um vetor gaussiano de ruído branco. Neste caso, a distribuição conjunta de {\displaystyle w} é uma distribuição normal multivariada. A independência entre as variáveis implica então que a distribuição tem simetria esférica no espaço {\displaystyle n}-dimensional. Portanto, qualquer transformação ortogonal do vetor resultará em um vetor aleatório branco gaussiano. Em particular, sob a maioria dos tipos de transformada discreta de Fourier, tais como a transformada rápida de Fourier e a transformada discreta de Hartley, a transformada {\displaystyle W} de {\displaystyle w} também será um vetor de ruído branco gaussiano, isto é, os {\displaystyle n} coeficientes de Fourier de {\displaystyle w} serão variáveis gaussianas independentes com média zero e mesma variância {\displaystyle \sigma ^{2}}.
O espectro de potência {\displaystyle P} de um vetor aleatório {\displaystyle w} pode ser definido como o valor esperado do módulo ao quadrado de cada coeficiente de sua transformada de Fourier {\displaystyle W}, isto é, {\displaystyle P_{i}=E(\left\vert W_{i}\right\vert ^{2})}. Sob esta definição, um vetor de ruído branco gaussiano terá um espectro de potência perfeitamente plano, com {\displaystyle P_{i}=\sigma ^{2}} para todo {\displaystyle i}.
Se {\displaystyle w} for um vetor aleatório branco, mas não gaussiano, seus coeficientes de Fourier {\displaystyle W_{i}} não serão completamente independentes uns dos outros, ainda que, para grandes {\displaystyle n} e distribuições de probabilidade comuns, as dependências sejam muito sutis e suas correlações entre pares possam ser assumidas como iguais a zero.
Muitas vezes, a condição mais fraca "estatisticamente não correlacionado" é usada na definição de ruído branco, em vez de "estatisticamente independente". No entanto, algumas das propriedades comumente esperadas do ruído branco (como o espectro de potência plano) podem não ser válidas para esta versão mais fraca. Sob este pressuposto, a versão mais estrita pode ser referida explicitamente como vetor independente de ruído branco. Outros autores usam fortemente branco e fracamente branco.
Um exemplo de um vetor aleatório que é de "ruído branco gaussiano" no sentido fraco, mas não no forte é {\displaystyle x=[x_{1},x_{2}]}, em que {\displaystyle x_{1}} é uma variável aleatória normal com média zero e {\displaystyle x_{2}} é igual a {\displaystyle +x_{1}} ou a {\displaystyle -x_{1}}, com igual probabilidade. Estas duas variáveis são não correlacionadas e normalmente distribuídas individualmente, mas não são normalmente distribuídas conjuntamente, nem independentes. Se {\displaystyle x} for rotacionado em 45 graus, seus dois componentes ainda serão não correlacionados, mas suas distribuições não serão mais normais.
Em algumas situações, pode-se relaxar a definição, permitindo que cada componente de um vetor aleatório branco {\displaystyle w} tenha um valor esperado {\displaystyle \mu } diferente de zero. Especialmente no processamento de imagens, em que as amostras são tipicamente restritas a valores positivos, pode-se tomar {\displaystyle \mu } como a metade do valor máximo da amostra. Neste caso, o coeficiente de Fourier {\displaystyle W_{0}} correspondente ao componente de frequência zero também terá um valor esperado não nulo {\displaystyle \mu {\sqrt {n}}} e o espectro de potência {\displaystyle P} será plano apenas sobre as frequências não nulas.

### Ruído branco de tempo contínuo
Para definir a noção de "ruído branco" na teoria dos sinais de tempo contínuo, deve-se substituir o conceito de "vetor aleatório" por um sinal aleatório de tempo contínuo, isto é, um processo aleatório que gera uma função {\displaystyle w} de um parâmetro de valor real {\displaystyle t}.
Tal processo é um ruído branco no sentido mais forte se o valor {\displaystyle w(t)} para qualquer tempo {\displaystyle t} for uma variável aleatória estatisticamente independente de toda a sua história antes de {\displaystyle t}. Uma definição mais fraca exige independência apenas entre os valores {\displaystyle w(t_{1})} e {\displaystyle w(t_{2})} a cada par de tempos distintos {\displaystyle t_{1}} e {\displaystyle t_{2}}. Uma definição ainda mais fraca requer apenas que estes pares {\displaystyle w(t_{1})} e {\displaystyle w(t_{2})} sejam não correlacionados. Como no caso discreto, alguns autores adotam a definição mais fraca para "ruído branco" e usam o termo independente para se referir a uma das definições mais fortes. Outros usam fracamente branco e fortemente branco para fazer a distinção.
No entanto, uma definição precisa destes conceitos não é trivial, porque algumas quantidades que forem somas finitas no caso discreto finito devem ser substituídas por integrais que podem não convergir. De fato, o conjunto de todas as instâncias possíveis de um sinal  {\displaystyle w} não é mais um espaço de dimensão finita {\displaystyle \mathbb {R} ^{n}}, mas um espaço funcional de dimensões infinitas. Além disso, por qualquer definição, um sinal de ruído branco {\displaystyle w} teria que ser essencialmente descontínuo em cada ponto. Portanto, mesmo as operações mais simples envolvendo {\displaystyle w}, como a integração em um intervalo finito, exigem mecanismos matemáticos avançados.
Alguns autores exigem que cada valor {\displaystyle w(t)} seja uma variável aleatória de valor real com valor esperado {\displaystyle \mu } e alguma variação finita {\displaystyle \sigma ^{2}}. Então, a covariância {\displaystyle \mathrm {E} (w(t_{1})\cdot w(t_{2}))} entre os valores em dois tempos {\displaystyle t_{1}} e {\displaystyle t_{2}} está bem definida: será zero se os tempos forem distintos e {\displaystyle \sigma ^{2}} se forem iguais. Contudo, por esta definição, a integral
{\displaystyle W_{[a,a+r]}=\int _{a}^{a+r}w(t)\,dt}
sobre qualquer intervalo com largura positiva {\displaystyle r} seria simplesmente o produto da largura pela expectativa: {\displaystyle r\mu }. Esta propriedade tornaria o conceito inadequado como um modelo de sinais físicos de "ruído branco".
Portanto, a maioria dos autores define o sinal {\displaystyle w} indiretamente, especificando valores não nulos para as integrais de {\displaystyle w(t)} e {\displaystyle |w(t)|^{2}} ao longo de qualquer intervalo {\displaystyle [a,a+r]}, como uma função de sua largura {\displaystyle r}. Nesta abordagem, entretanto, o valor de {\displaystyle w(t)} em um tempo isolado não pode ser definido como uma variável aleatória de valor real. Além disso, a covariância {\displaystyle \mathrm {E} (w(t_{1})\cdot w(t_{2}))} se torna infinita quando {\displaystyle t_{1}=t_{2}}; e a função autocorrelação {\displaystyle \mathrm {R} (t_{1},t_{2})} deve ser definida como {\displaystyle N\delta (t_{1}-t_{2})}, em que {\displaystyle N} é alguma constante real e {\displaystyle \delta } é a função delta de Dirac.
Nesta abordagem, especifica-se normalmente que a integral {\displaystyle W_{I}} de {\displaystyle w(t)} ao longo de um intervalo {\displaystyle I=[a,b]} é uma variável aleatória real com distribuição normal, média zero e variância {\displaystyle (b-a)\sigma ^{2}}; e também que a covariância {\displaystyle \mathrm {E} (W_{I}\cdot W_{J})} das integrais {\displaystyle W_{I}}, {\displaystyle W_{J}} é {\displaystyle r\sigma ^{2}},  em que {\displaystyle r} é a largura da interseção {\displaystyle I\cap J} dos dois intervalos {\displaystyle I,J}. Este modelo é chamado de sinal (ou processo) de ruído branco gaussiano.

## Aplicações matemáticas

### Regressão e análise de séries temporais
Em estatística e econometria, assume-se frequentemente que uma série observada de valores de dados é a soma de uma série de valores gerados por um processo linear determinístico, dependendo de certas variáveis independentes (explicativas) e de uma série de valores aleatórios de ruído. Em seguida, é usada a análise de regressão para inferir os parâmetros do processo modelo a partir dos dados observados, por exemplo, por mínimos quadrados ordinários, e testar a hipótese nula de que cada um dos parâmetros é zero contra a hipótese alternativa de que não é zero. O teste de hipótese supõe tipicamente que os valores de ruído são mutuamente não correlacionados, com média zero e mesma distribuição de probabilidade gaussiana – em outras palavras, que o ruído é branco. Se houver uma correlação não nula entre os valores de ruído subjacentes a diferentes observações, então os parâmetros estimados do modelo ainda são não viesados, mas as estimativas de suas incertezas (tais como intervalos de confiança) serão viesadas (não precisas em média). Isso também é verdade se o ruído for heteroscedástico – isto é, se tiver variâncias diferentes para diferentes pontos de dados.
Alternativamente, no subconjunto da análise de regressão conhecido como análise de séries temporais, muitas vezes não existem variáveis explicativas além dos valores passados da variável a ser modelada (a variável dependente). Neste caso, o processo de ruído é frequentemente modelado como um processo de médias móveis, em que o valor presente da variável dependente depende dos valores presentes e passados de um processo sequencial de ruído branco.

### Transformações de vetores aleatórios
Essas duas idéias são cruciais em aplicações como estimativa de canal e equalização de canal em comunicações e áudio. Estes conceitos também são usados na compressão de dados.
Em particular, por uma transformação linear adequada (uma transformação de coloração), um vetor aleatório branco pode ser usado para produzir um vetor aleatório "não branco" (isto é, uma lista de variáveis aleatórias) cujos elementos têm uma matriz de covariância prescrita. Inversamente, um vetor aleatório com matriz de covariância conhecida pode ser transformado em um vetor aleatório branco por uma transformação de branqueamento adequada.

## Geração
O ruído branco pode ser gerado digitalmente com um processador digital de sinal, microprocessador ou microcontrolador. A geração de ruído branco normalmente envolve a alimentação de um fluxo adequado de números aleatórios para um conversor digital-analógico. A qualidade do ruído branco dependerá da qualidade do algoritmo usado.